# Arroyo del Aiguá
L'Arroyo del Aiguá és un rierol del departament de Maldonado, a l'est de l'Uruguai. Pertany a la conca hidrogràfica de la llacuna Merín.
Neix a la Sierra Carapé i el seu curs marca el límit natural entre els departaments de Maldonado i Lavalleja i el d'aquest últim amb el departament de Rocha. Després de recórrer 80 quilòmetres, desemboca al riu Cebollatí.
Els seus principals afluents són l'Arroyo del Alférez i l'Arroyo Marmarajá, pel qual també desemboca l'Arroyo de los Arroyos.